# Ли-Гартнер, Керрин
Керрин Ли-Гартнер (англ. Kerrin Lee-Gartner, род. 21 сентября 1966 года, Трейл, Британская Колумбия, Канада) — канадская горнолыжница, олимпийская чемпионка. Наиболее успешно выступала в скоростных дисциплинах.
В Кубке мира Ли-Гартнер дебютировала 10 марта 1985 года, в декабре 1990 года впервые в карьере попала в тройку лучших на этапе Кубка мира, в скоростном спуске. Всего имеет на своём счету 6 попаданий в тройку лучших на этапах Кубка мира, 2 в супергиганте и 4 в скоростном спуске. Лучшим достижением в общем зачёте Кубка мира, является для Ли-Гартнер 9-е место в сезоне 1992/93.
На Олимпийских играх 1988 года в Калгари принимала участие во всех дисциплинах горнолыжной программы, и заняла 15-е место в скоростном спуске, 23-е место в супергиганте, 17-е место в гигантском слаломе и 8-е место в комбинации, в слаломе была дисквалифицирована после первой попытки.
На Олимпийских играх 1992 года в Альбервиле завоевала золотую медаль в скоростном спуске, лишь на 0,06 секунды обойдя ставшую второй американку Хилари Линд, кроме этого стала 6-й в супергиганте и стартовала, но не финишировала в комбинации.
На Олимпийских играх 1994 года в Лиллехаммере заняла 19-е место в скоростном спуске и 8-е место в супергиганте.
За свою карьеру участвовала в трёх чемпионатах мира, лучший результат 4-е место в супергиганте на чемпионате мира 1993 года.
Завершила спортивную карьеру в 1994 году, впоследствии работала телекомментатором на канале CBC.

## Результаты на крупнейших соревнованиях

### Зимние Олимпийские игры
| Олимпийские игры | Скоростной спуск | Супергигант | Гигантский слалом | Слалом | Комбинация |
| ---------------- | ---------------- | ----------- | ----------------- | ------ | ---------- |
| 1988 Калгари     | 15               | 23          | 17                | DSQ 1  | 8          |
| 1992 Альбервиль  | 1                | 6           | —                 | —      | DSQ SL1    |
| 1994 Лиллехаммер | 19               | 8           | —                 | —      | —          |